# Flug Revue
Die Flug Revue – Eigenschreibweise: FLUG REVUE – ist ein monatlich erscheinendes deutschsprachiges Magazin, das sich an Beschäftigte in der Luftfahrtindustrie sowie luft- und raumfahrtinteressierte Leser richtet.
Laut Angabe des Verlags ist die Flug Revue Europas auflagenstärkste Luft- und Raumfahrtzeitschrift. Sie ist Mitglied des Bundesverbandes der Deutschen Luft- und Raumfahrtindustrie. Verlags- und Redaktionssitz ist Stuttgart.
Die erste Ausgabe erschien im Oktober 1956.
Seit Mitte der 1990er Jahre ist die FLUG REVUE auch mit einer Website im Internet vertreten.

## Themen
Inhaltliche Schwerpunkte sind aktuelle Themen der Wirtschafts- und Industriepolitik, Analysen und Reportagen betreffend Fluggesellschaften, Flughäfen, Luftfahrtindustrie, Militärluftfahrt, Raumfahrt und Technik.